# Геоінформатика
Геоінформа́тика — наукова дисципліна, яка охоплює низку наукових напрямів, пов'язаних з вивченням геопростору як цілісної системи з її властивостями, способом відображення та автоматичного опрацювання інформації на ЕОМ.

## Загальний опис
Геоінформатика вивчає принципи, технічні та програмні засоби і технологію отримання, накопичення, передавання та опрацювання просторової інформації і формування на цій основі нових уявлень про світ.
Геоінформатика виникла на стику наук про Землю і розвивається у взаємодії з іншими прикладними та теоретичними дисциплінами:
- Топографо-геодезичними (картографія, фотограмметрія, дистанційне зондування Землі).
- Географічними (географія, геологія та ін.), як заради прикладного застосування, так і заради загального системного підходу в аналізі даних.
- Комп'ютерною інженерією (комп'ютерна графіка, бази даних, автоматизоване розпізнавання образів). З цифровим (комп'ютерним) моделюванням Згідно з міжнародним стандартом ISO OSI/TC 211: Geographic Information/ Geomatics, International Draft Standart геоінформатика спрямована на розвиток методів і концепцій інформатики для дослідження просторових об'єктів і явищ.
- Логікою, математикою, теорією інформації та систем.